# Aconibe
Aconibe (häufig auch Akonibe) ist eine Stadt in Äquatorialguinea. Im Jahre 2008 hatte sie eine Bevölkerung von 13.382 Personen, was sie zur viertgrößten Stadt des Landes macht.

## Lage
Die Stadt befindet sich in der Provinz Wele-Nzas auf dem Festlandteil des Staates. Die Grenze zu Gabun ist ungefähr 30 Kilometer entfernt.

## Klima
In der Stadt, die sich nah am Äquator befindet, herrscht tropisches Klima.